# 瓦什丘夫

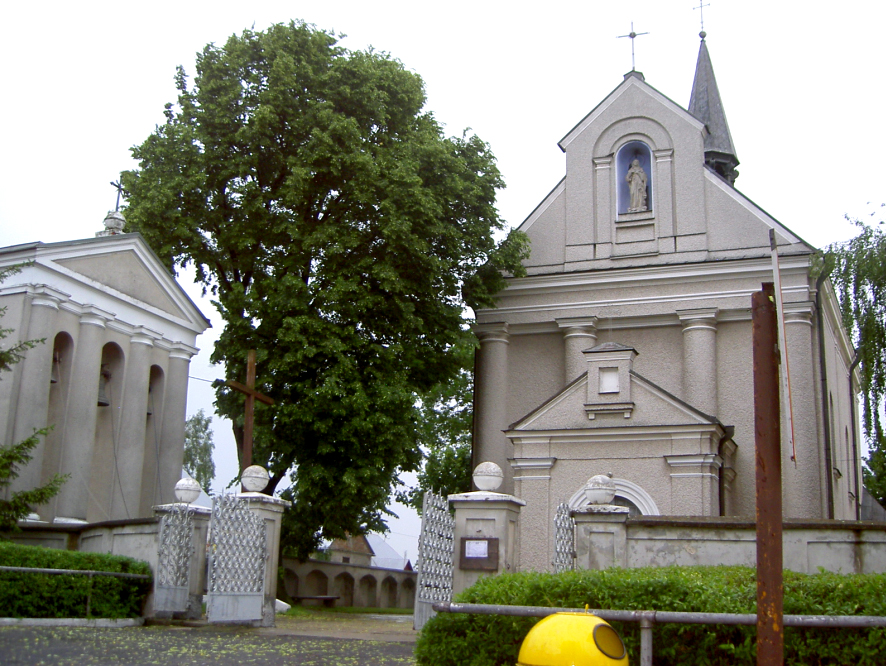

瓦什丘夫（波蘭語：Łaszczów）是波蘭的城鎮，位於該國東部，距離首府盧布林114公里，由盧布林省負責管轄，面積5.01平方公里，主要經濟活動是農業和輕工業，2010年人口2,202。
50°32′N 23°44′E / 50.533°N 23.733°E